# Wahlkreis Verona (Camera dei deputati)
Der Wahlkreis Verona ist seit 2017 ein Wahlkreis (italienisch collegio elettorale) für die Wahl der Abgeordnetenkammer.

## Von 2017 bis 2020

### Wahlkreisgebiet
Der Wahlkreis umfasste die Gemeinde Verona.

### Wahlergebnisse

#### Parlamentswahl 2018
| Kandidaten               | Kandidaten             | Stimmen | %    | Listen                              | Stimmen | %    |
| ------------------------ | ---------------------- | ------- | ---- | ----------------------------------- | ------- | ---- |
|                          | Vito Comencinigewählt  | 58.345  | 40,9 | Lega                                | 32.912  | 23,1 |
| Forza Italia             | Vito Comencinigewählt  | 58.345  | 40,9 | 13.684                              | 9,6     |      |
| Fratelli d’Italia        | Vito Comencinigewählt  | 58.345  | 40,9 | 7.438                               | 5,2     |      |
| Noi con l’Italia – UDC   | Vito Comencinigewählt  | 58.345  | 40,9 | 4.311                               | 3,0     |      |
|                          | Alessia Rotta          | 36.578  | 25,6 | Partito Democratico                 | 28.518  | 20,0 |
| +Europa                  | Alessia Rotta          | 36.578  | 25,6 | 6.086                               | 4,3     |      |
| Civica Popolare          | Alessia Rotta          | 36.578  | 25,6 | 1.037                               | 0,7     |      |
| Italia Europa Insieme    | Alessia Rotta          | 36.578  | 25,6 | 937                                 | 0,7     |      |
|                          | Marcella Biserni       | 32.089  | 22,5 | Movimento 5 Stelle                  | 32.089  | 22,5 |
|                          | Pier Luigi Bersani     | 5.798   | 4,1  | Liberi e Uguali                     | 5.798   | 4,1  |
|                          | Filippo Grigolini      | 3.551   | 2,5  | Il Popolo della Famiglia            | 3.551   | 2,5  |
|                          | Massimo Tabucchi       | 2.326   | 1,6  | CasaPound Italia                    | 2.326   | 1,6  |
|                          | Maria Rosaria Perrelli | 1.321   | 0,9  | Potere al Popolo!                   | 1.321   | 0,9  |
|                          | Andrea Dusi            | 1.179   | 0,8  | 10 Volte Meglio                     | 1.179   | 0,8  |
|                          | Luca Castellini        | 936     | 0,7  | Italia agli Italiani (FT – FN)      | 936     | 0,7  |
|                          | Laura Garbuio          | 475     | 0,3  | Grande Nord                         | 475     | 0,3  |
|                          | Giulia Battista        | 149     | 0,1  | Partito Repubblicano Italiano – ALA | 149     | 0,1  |
| Gesamt                   | Gesamt                 | 142.747 | 100  |                                     | 142.747 | 100  |
|                          |                        |         |      |                                     |         |      |
| Ungültige Stimmen        | Ungültige Stimmen      | 3.154   | 2,2  |                                     |         |      |
| Wähler                   | Wähler                 | 145.901 | 76,5 |                                     |         |      |
| Wahlberechtigte          | Wahlberechtigte        | 190.696 |      |                                     |         |      |
|                          |                        |         |      |                                     |         |      |
| Quelle: Innenministerium |                        |         |      |                                     |         |      |

## Seit 2020

### Wahlkreisgebiet
| Wahlkreise – Camera dei deputati – Venetien | Wahlkreise – Camera dei deputati – Venetien | Wahlkreise – Camera dei deputati – Venetien                                                             |
| Provinz                                     | Provinz                                     | Gemeinden nach Provinzen ⮞ Wahlkreis                                                                    |
| ------------------------------------------- | ------------------------------------------- | --- |
|                                             | Metropolitanstadt Venedig (44 Gemeinden)    | 17 ⮞ Wahlkreis Venedig 27 ⮞ Wahlkreis Chioggia                                                          |
|                                             | Provinz Belluno (61 Gemeinden)              | alle ⮞ Wahlkreis Belluno                                                                                |
|                                             | Provinz Padua (102 Gemeinden)               | 25 ⮞ Wahlkreis Padua 41 ⮞ Wahlkreis Selvazzano Dentro 36 ⮞ Wahlkreis Rovigo                             |
|                                             | Provinz Rovigo (50 Gemeinden)               | alle ⮞ Wahlkreis Rovigo                                                                                 |
|                                             | Provinz Treviso (94 Gemeinden)              | 36 ⮞ Wahlkreis Treviso 41 ⮞ Wahlkreis Castelfranco Veneto 16 ⮞ Wahlkreis Belluno 1 ⮞ Wahlkreis Chioggia |
|                                             | Provinz Verona (98 Gemeinden)               | 41 ⮞ Wahlkreis Verona 57 ⮞ Wahlkreis Villafranca di Verona                                              |
|                                             | Provinz Vicenza (114 Gemeinden)             | 51 ⮞ Wahlkreis Vicenza 63 ⮞ Wahlkreis Bassano del Grappa                                                |

Der Wahlkreis umfasst 41 Gemeinden der Provinz Verona (Affi, Badia Calavena, Bosco Chiesanuova, Brentino Belluno, Brenzone sul Garda, Caprino Veronese, Cazzano di Tramigna, Cerro Veronese, Colognola ai Colli, Dolcè, Erbezzo, Ferrara di Monte Baldo, Fumane, Grezzana, Illasi, Lavagno, Malcesine, Marano di Valpolicella, Mezzane di Sotto, Montecchia di Crosara, Monteforte d’Alpone, Negrar di Valpolicella, Pastrengo, Pescantina, Rivoli Veronese, Roncà, Roverè Veronese, San Bonifacio, San Giovanni Ilarione, San Martino Buon Albergo, San Mauro di Saline, San Pietro in Cariano, San Zeno di Montagna, Sant’Ambrogio di Valpolicella, Sant’Anna d’Alfaedo, Selva di Progno, Soave, Tregnago, Velo Veronese, Verona und Vestenanova).

### Wahlergebnisse

#### Parlamentswahl 2022
| Kandidaten                          | Kandidaten             | Stimmen | %    | Listen                                                  | Stimmen | %    |
| ----------------------------------- | ---------------------- | ------- | ---- | ------------------------------------------------------- | ------- | ---- |
|                                     | Lorenzo Fontanagewählt | 132.565 | 53,6 | Fratelli d’Italia                                       | 79.196  | 32,0 |
| Lega per Salvini Premier            | Lorenzo Fontanagewählt | 132.565 | 53,6 | 29.193                                                  | 11,8    |      |
| Forza Italia                        | Lorenzo Fontanagewählt | 132.565 | 53,6 | 21.094                                                  | 8,5     |      |
| Noi Moderati                        | Lorenzo Fontanagewählt | 132.565 | 53,6 | 3.082                                                   | 1,2     |      |
|                                     | Anna Lisa Nalin        | 61.167  | 24,7 | Partito Democratico – Italia Democratica e Progressista | 42.435  | 17,2 |
| Alleanza Verdi e Sinistra           | Anna Lisa Nalin        | 61.167  | 24,7 | 9.225                                                   | 3,7     |      |
| +Europa                             | Anna Lisa Nalin        | 61.167  | 24,7 | 8.722                                                   | 3,5     |      |
| Impegno Civico – Centro Democratico | Anna Lisa Nalin        | 61.167  | 24,7 | 785                                                     | 0,3     |      |
|                                     | Mariafrancesca Salzani | 23.957  | 9,7  | Azione – Italia Viva                                    | 23.957  | 9,7  |
|                                     | Francesco Vaccaro      | 14.936  | 6,0  | Movimento 5 Stelle                                      | 14.936  | 6,0  |
|                                     | Maristella Padovani    | 5.768   | 2,3  | Italexit per l’Italia                                   | 5.768   | 2,3  |
|                                     | Anna Sautto            | 3.545   | 1,4  | Vita                                                    | 3.545   | 1,4  |
|                                     | Marianna Becce         | 2.977   | 1,2  | Italia Sovrana e Popolare                               | 2.977   | 1,2  |
|                                     | Maria Rosaria Perrelli | 2.414   | 1,0  | Unione Popolare                                         | 2.414   | 1,0  |
| Gesamt                              | Gesamt                 | 247.329 | 100  |                                                         | 247.329 | 100  |
|                                     |                        |         |      |                                                         |         |      |
| Ungültige Stimmen                   | Ungültige Stimmen      | 7.633   | 3,0  |                                                         |         |      |
| Wähler                              | Wähler                 | 254.962 | 71,2 |                                                         |         |      |
| Wahlberechtigte                     | Wahlberechtigte        | 358.338 |      |                                                         |         |      |
|                                     |                        |         |      |                                                         |         |      |
| Quelle: Innenministerium            |                        |         |      |                                                         |         |      |